# Nikolskoje
Nikolskoye o Nikólskoje (en ruso: Ниҝо́льcҝoe, en aleutiano: Никоольскиҳ) es un selo y centro administrativo del distrito Aleutsky perteneciente al krai de Kamchatka ubicado en la isla de Bering, en la cadena de las islas del Comandante, ubicada entre las islas Aleutianas. De acuerdo al censo de 2010, el asentamiento fue bajando de población hasta llegar a sus 676 habitantes actuales. Es la única localidad habitada que queda en la isla.

## Historia
Fue fundada en 1826 por habitantes aleutas de la isla Atka en las islas Aleutianas, llevados por vendedores de pieles rusos. Aunque en cierta medida practicaban la caza tradicional de ballenas y focas con arpones y lanzas, principalmente se dedicaban a la crianza de animales como nutrias marinas y focas, por sus pieles.

## Demografía
| Gráfica de evolución de Nikolskoje entre 1888 y 2020 |
|                                                      |

Al día de hoy, la población está dividida aproximadamente en partes iguales entre rusos y aleutas, si bien es común que se mezclen.

## Economía
La economía actual se basa primordialmente en la pesca, especialmente el caviar de salmón, hongos, y servicios y subsidios del gobierno. A pesar de vivir en un ambiente que es extremadamente rico en vida salvaje, los habitantes de la isla están muy restringidos en el uso de esos recursos, ya que prácticamente toda la isla pertenece a la reserva natural Komandorski. En los años siguientes a la disolución de la Unión Soviética, la caza furtiva de peces, zorros árticos, renos (que fueron llevados a la isla) y aves acuáticas migratorias estaba muy extendida, pero en la actualidad, debido a una estricta protección, virtualmente no hay caza de mamíferos marinos.

## Transporte
Nikolskoye está conectada con el resto de Rusia mediante el aeropuerto de Nikólskoye.

## Clima
Como el resto del krai de Kamchatka, Nikolskoye tiene un clima subpolar, a pesar de que el océano hace que las temperaturas sean mucho menos extremas que en el interior de Siberia, con inviernos más templados que en Petropavlovsk-Kamchatsky. La transición del clima oceánico subpolar del noroeste de Alaska hacia el este es muy evidente, especialmente en las horas extremadamente bajas de luz solar, que promedian solo alrededor de 2,8 por día debido a la niebla constante producida por el Ciclón Aleutiano y la corriente de Oyashio en su flanco occidental.
| Parámetros climáticos promedio de Nikólskoye | Parámetros climáticos promedio de Nikólskoye | Parámetros climáticos promedio de Nikólskoye | Parámetros climáticos promedio de Nikólskoye | Parámetros climáticos promedio de Nikólskoye | Parámetros climáticos promedio de Nikólskoye | Parámetros climáticos promedio de Nikólskoye | Parámetros climáticos promedio de Nikólskoye | Parámetros climáticos promedio de Nikólskoye | Parámetros climáticos promedio de Nikólskoye | Parámetros climáticos promedio de Nikólskoye | Parámetros climáticos promedio de Nikólskoye | Parámetros climáticos promedio de Nikólskoye | Parámetros climáticos promedio de Nikólskoye |
| Mes                                          | Ene.                                         | Feb.                                         | Mar.                                         | Abr.                                         | May.                                         | Jun.                                         | Jul.                                         | Ago.                                         | Sep.                                         | Oct.                                         | Nov.                                         | Dic.                                         | Anual                                        |
| -------------------------------------------- | -------------------------------------------- | -------------------------------------------- | -------------------------------------------- | -------------------------------------------- | -------------------------------------------- | -------------------------------------------- | -------------------------------------------- | -------------------------------------------- | -------------------------------------------- | -------------------------------------------- | -------------------------------------------- | -------------------------------------------- | -------------------------------------------- |
| Temp. máx. abs. (°C)                         | 7.8                                          | 5.0                                          | 5.1                                          | 7.2                                          | 13.9                                         | 22.3                                         | 20.0                                         | 23.2                                         | 17.8                                         | 12.8                                         | 10.0                                         | 11.1                                         | 23.3                                         |
| Temp. máx. media (°C)                        | -1.7                                         | -2.2                                         | -1.1                                         | 0.6                                          | 3.9                                          | 8.9                                          | 13.3                                         | 14.4                                         | 12.2                                         | 5.6                                          | 3.9                                          | 0.1                                          | 4.8                                          |
| Temp. media (°C)                             | -3.9                                         | -4.5                                         | -3.4                                         | -1.1                                         | 2.0                                          | 6.1                                          | 10.0                                         | 11.7                                         | 9.5                                          | 3.7                                          | 0.6                                          | -2.9                                         | 2.3                                          |
| Temp. mín. media (°C)                        | -6.1                                         | -6.7                                         | -5.6                                         | -2.8                                         | 0.0                                          | 3.3                                          | 6.7                                          | 8.9                                          | 6.7                                          | 1.7                                          | -2.9                                         | -5.6                                         | -0.3                                         |
| Temp. mín. abs. (°C)                         | -22.2                                        | -24.0                                        | -17.8                                        | -13.9                                        | -12.2                                        | -2.2                                         | 0.1                                          | 0.0                                          | -2.8                                         | -7.9                                         | -15.0                                        | -20.1                                        | -24.0                                        |
| Horas de sol                                 | 31.0                                         | 56.5                                         | 99.3                                         | 120.0                                        | 102.3                                        | 84.0                                         | 74.4                                         | 108.5                                        | 123.1                                        | 111.6                                        | 54.0                                         | 27.8                                         | 992.4                                        |
| [cita requerida]                             |                                              |                                              |                                              |                                              |                                              |                                              |                                              |                                              |                                              |                                              |                                              |                                              |                                              |

## Religión
La primera iglesia fundada en Nikolskoye fue dedicada a San Nicolás. De acuerdo al Diccionario Geográfico de la Iglesia del Centro de San Nicolás, esta fue construida en 1799 por la Compañía Ruso-Americana. El segundo edificio fue consagrado en la década de 1890, y cerrado después de la revolución de octubre. Entonces se usó como un club local y posteriormente como albergue juvenil. El edificio se incendió en 1983. Una nueva iglesia está planeada para el centro de la aldea, en una ubicación que no alcancen los tsunamis. Será construida en Petropavlovsk-Kamchatsky, desmantelada y enviada a la isla para reconstruirla.